# Francisco Barnaba Manes
Francisco Barnaba Manes conegut amb el pseudònim artístic de Johnson (Buenos Aires, 11 d'abril del 1916 - Barcelona, 20 d'octubre del 1981) va ser un artista de varietats argentí fill d'italians establert a Barcelona. Arribà a Barcelona el 1935. Va treballar l'Avinguda del Paral·lel barceloní. Entre 1950 i 1980 va ser la gran figura masculina d'El Molino.